# كاذي حلزوني
كاذي حلزوني (الاسم العلمي:Pandanus spiralis) هو نوع من النباتات يتبع جنس الكاذي من الفصيلة الكاذية.